# Isaiah Jackson
Isaiah Allen Jackson (Richmond, 22 gennaio 1945) è un direttore d'orchestra statunitense afroamericano che ha prestato servizio per sette anni come direttore d'orchestra della Pro Arte Chamber Orchestra di Boston, della quale è stato nominato Conductor Emeritus. Fu il primo afroamericano ad essere nominato direttore d'orchestra nella zona di Boston. Il Dr. Jackson insegna al Berklee College of Music, alla Harvard Extension School e alla Longy School of Music.

## Biografia

### Infanzia ed educazione
Isaiah Jackson nacque in un quartiere prevalentemente nero di Richmond, in Virginia, figlio di un chirurgo ortopedico (di nome anche lui Isaiah Allen Jackson) e sua moglie Alma Alverta Jackson nata Norris. Anche suo nonno era un chirurgo. Arthur Ashe era uno dei suoi amici d'infanzia.
Quando Jackson aveva 2 anni cadde su una bottiglia di latte e si tagliò i tendini del polso. Suo padre gli prescrisse lezioni di musica per la terapia, che iniziò all'età di 4 anni, dimostrando dedizione e attitudine immediata. Dall'età di 14 anni studiò a Putney, un collegio privato progressista, integrato e accademicamente intenso vicino a Brattleboro, nel Vermont. Durante il periodo che trascorse lì viaggiò con la sua classe di scuola superiore nell'ex Unione Sovietica. Prese anche parte a un picchetto del negozio locale di Woolworth a sostegno dei sit-in che si stavano svolgendo nel Sud per l'eguaglianza e la parità di accesso degli afroamericani nei ristoranti.
Jackson studiò storia e letteratura russa all'Università di Harvard, dove si laureò cum laude nel 1966. Mentre era lì ebbe l'opportunità di dirigere l'opera di Mozart Così fan tutte, che lo aiutò a decidere di dedicarsi alla musica come carriera.
Successivamente andò all'Università di Stanford e ricevette il suo M.A. in musica nel 1969. Studiò con Nadia Boulanger a Fontainebleau, in Francia, prima di andare alla Juilliard School di New York City, nella quale si laureò D.M.A. nel 1973. Studiò anche ad Aspen, Colorado e a Tanglewood. Ad Harvard, è membro dell'Istituto W. E.Bo Bois.

### Carriera
Jackson fondò il Juilliard String Ensemble e fu il suo primo direttore d'orchestra dal 1970 al 1971. È stato associato o assistente alla direzione della American Symphony Orchestra (1970-71), dove ha lavorato con Leopold Stokowski, l'Orchestra Sinfonica di Baltimora (1971-73) e l'Orchestra Filarmonica di Rochester (1973-87). È stato nominato direttore musicale della Flint Symphony Orchestra (Flint (Michigan)) nel 1982, il primo direttore musicale nero della Dayton Philharmonic Orchestra nel 1987 (dove ha diretto la prima esecuzione della Dayton della Sinfonia n. 8, Sinfonia dei mille di Mahler) e direttore principale del Royal Ballet, Covent Garden, nel 1986 dove divenne direttore musicale dal 1987 al 1990. Fu il primo nero e il primo americano ad occupare una posizione di primo piano con la compagnia.
È stato direttore ospite di orchestre come la New York Philharmonic, nel 1978, San Francisco Symphony, 1984, Orchestra Sinfonica di Detroit, 1983 e 1985, l'Orchestra di Cleveland, 1983-84, 1986-87 e 1989-92, Boston Pops, 1983 e 1990-92 (fu il primo direttore nero dell'orchestra e il primo direttore nero a dirigere l'annuale programma "Gospel Night"), Orchestra Sinfonica di Toronto, 1984 e 1990, Orchestre de la Suisse Romande, 1985 e 1988, BBC Concert Orchestra, 1987 e la Konzerthausorchester Berlin, 1989-91. Ha anche diretto l'Orchestra Sinfonica di Vienna (debutto europeo, luglio 1973), Orchestra sinfonica di Houston, Orchestra Sinfonica di Indianapolis, Grant Park Festival Orchestra, Calgary Philharmonic Orchestra e Orchestra di Louisville.
Ha inoltre diretto l'Orchestra filarmonica di Helsinki, l'Orchestra Sinfonica di Malmö, la Gävle Symfoniorkester, l'Orchestra sinfonica nazionale ceca (all'inaugurazione del Prague Autumn International Music Festival), la Stockholm Symphonic Wind Orchestra, l'Orchestra sinfonica della radio di Praga, la Royal Liverpool Philharmonic, l'Orchestra sinfonica nazionale della RAI, Youngstown Symphony Orchestra e la National Symphony Orchestra di Washington, DC. Si è anche esibito con il Dance Theatre of Harlem, al Spoleto Festival in Italia e alla Royal Opera House di Londra. È stato anche direttore musicale della New York Youth Symphony.
Nel 1973, su suggerimento di Leonard Bernstein, fu nominato direttore artistico del Vienna Youth Music Festival. Fu la prima persona di colore a dirigere la Cape Philharmonic Orchestra. È particolarmente gradito in Australia, essendo stato direttore ospite principale dell'Orchestra Sinfonica del Queensland di Brisbane per tre anni e della Canberra Symphony Orchestra. Ha anche diretto la Sydney Symphony, la West Australian Symphony, la Tasmanian Symphony, l'Adelaide Symphony e le orchestre della Melbourne Symphony. È anche musicista in residenza presso la Memorial Church, Università di Harvard.
È stato membro del consiglio di amministrazione del Ralph Bunche Scholarship Fund e membro della commissione musicale del New York State Council on the Arts.
Ha vinto il primo Governor's Award per le arti del Commonwealth of Virginia, 1979 e nel 1991 è stato insignito della Signet Society Medal for Achievements in the Arts, assegnata dalla Signet Society dell'Università di Harvard.
Le sue registrazioni comprendono musiche di Bernard Herrmann, Miklós Rózsa, Franz Waxman (For the Fallen), William Grant Still, Alberto Ginastera, William Mathias e Nigel Butterley. Ha registrato il concerto di Capodanno della Berlin Symphony. Jackson ha diretto la Louisville Orchestra e cori gospel della zona di Louisville, Kentucky sotto la direzione di Alvin Parris III. Il CD nacque da un progetto tra Jackson e Parris. Il progetto fu presentato in quattordici città degli Stati Uniti; ha anche aperto il Brisbane of Biennal Festival of Music ed è stato eseguito nella Liverpool Anglican Cathedral con la Royal Liverpool Philharmonic.
Precedentemente è stato artista in residenza presso l'Università di Dayton, dove ha insegnato filosofia della musica. È stato professore invitato per la direzione orchestrale alla Hochschule der Künste, il principale conservatorio di Berlino. Ha anche insegnato alla Juilliard, a Stanford, all'Università del Michigan e alla Youngstown State University.
Attualmente il Dr. Jackson insegna al Berklee College of Music, all'Harvard Extension School e alla Longy School of Music. È anche presidente di Rhythm, Rhyme, Results, una società di musica educativa specializzata in brani rap e pop educativi basati sul curriculum.
Nell'ottobre 1994 è stato ospite del National Press Club of Australia.

### Vita privata
Mentre dirigeva a Rochester incontrò sua moglie Helen Tuntland, presidente della Hochstein School of Music & Dance e consulente nel campo dell'educazione musicale. Hanno tre figli, Benjamin, Katharine e Caroline. Nel 1987 lui e la sua famiglia si trasferirono a Hammersmith, a Londra. Ammette di essere un anglofilo e ha diretto in passato diverse volte davanti ai membri della famiglia reale britannica. Parla cinque lingue.
Jackson soffre di sordità neurosensoriale. Il danno all'orecchio interno gli è costato la maggior parte dell'udito nell'orecchio destro nel 1995 e ha iniziato a colpire l'orecchio sinistro nel 2004. L'ipoacusia lo ha costretto a ritirarsi dalla direzione nel 2006.
Attualmente gestisce una società di produzione chiamata Rhythm, Rhyme, Results. L'organizzazione cerca di educare i giovani incentrando le lezioni sulla musica che loro ascoltano.